# Isoetes bischlerae
Isoetes bischlerae là một loài dương xỉ trong họ Isoetaceae. Loài này được H.P. Fuchs mô tả khoa học đầu tiên năm 1982.